# Aquaman và vương quốc thất lạc
Aquaman và vương quốc thất lạc (tiếng Anh: Aquaman and the Lost Kingdom) là một bộ phim điện ảnh thuộc thể loại siêu anh hùng của Mỹ ra mắt năm 2023 dựa trên nhân vật Aquaman từ DC Comics. Phim được sản xuất bởi DC Films, The Safran Company và Atomic Monster Productions và phân phối bởi Warner Bros. Pictures. Đây là phần phim tiếp theo của Aquaman: Đế vương Atlantis (2018) đồng thời cũng là bộ phim thứ 15, phần phim cuối cùng của Vũ trụ Mở rộng DC (DCEU). James Wan sẽ là người cầm trịch cho vị trí đạo diễn phim và kịch bản sẽ do David Leslie Johnson-McGoldrick chấp bút với sự tham gia diễn xuất chính của Jason Momoa trong vai Arthur Curry / Aquaman bên các diễn viên khác như Amber Heard, Patrick Wilson, Dolph Lundgren, Yahya Abdul-Mateen II, Temuera Morrison, và Nicole Kidman.
Momoa đã gợi ý về một câu chuyện cho phần hậu truyện của Aquaman trong quá trình sản xuất phần phim đầu tiên tuy nhiên Wan lại không muốn gấp rút để thực hiện phần tiếp theo cho bộ phim. Vào tháng 1 năm 2019, James Wan đồng ý tham gia giám sát quá trình sản xuất cho phần phim thứ hai của Aquaman. Một tháng sau đó, Johnson-McGoldrick là cái tên được chọn để đảm nhận vị trí biên kịch của phim. Tháng 8 năm 2020, Wan chính thức xác nhận ngồi vào ghế đạo diễn của phim và cho biết rằng anh sẽ mở rộng việc xây dựng thế giới của phần Aquaman đầu tiên. Tựa đề phim chính thức được công bố vào tháng 6 năm 2021 và công đoạn quay phim cũng được bắt đầu vào cuối tháng đó tại Luân Đôn.
Aquaman và Vương quốc thất lạc được Warner Bros. Pictures ra mắt tại Mỹ và Việt Nam vào ngày 22 tháng 12 năm 2023. Tác phẩm nhận về những lời nhận xét trái chiều từ giới chuyên môn, đa phần là những lời chỉ trích. Về mặt doanh thu, phim kiếm được trên 400 triệu USD khi chiếu rạp, chỉ bằng 40% so với phần đầu tiên và chỉ đạt mức đủ hòa vốn.

## Nội dung
Vài năm sau Trận chiến Vương quốc Atlantis, Aquaman/ Arthur Curry lúc này đã trở thành vua của vương quốc Atlantis và kết hôn với công chúa Mera, con gái của Vua Nereus xứ Xebel. Hai người chuyển lên đất liền sống tại ngọn hải đăng cùng cha và con trai của họ, Hoàng tử Arthur Con. Trong khi đó, David Kane (Black Manta/ Cá Đuối Đen) vẫn không ngừng nghĩ cách tiêu diệt Aquaman để trả thù cho cái chết của cha mình. Trong một chuyến thám hiểm cùng Tiến Sĩ Stephen Shin, Kane tìm thấy một cây đinh ba đen và bị kiểm soát bởi linh hồn của nó. Một giọng nói bí ẩn vang lên và hứa hẹn sẽ ban cho hắn sức mạnh để tiêu diệt Aquaman.
Năm năm sau, Kane tấn công vào kho chứa Orichalcum của Atlantis và lấy đi số tài nguyên dự trữ này. Sau khi biết được việc Kane sử dụng Orichalcum khiến nhiệt độ Trái Đất gia tăng, nước biển dâng kéo theo nhiều hiện tượng thời tiết cực đoan. Hơn nữa, việc sử dụng Orichalcum đã từng dẫn tới sự hủy diệt của một vương quốc và suýt nữa khiến Trái Đất diệt vong. Arthur buộc phải giải cứu Orm - người em trai cùng mẹ khác cha của mình khỏi sa ngục của vương quốc Ngư Phủ. Cả hai sau đó đến Thành trì Đắm để gặp Kingfish (Cá Mặt Trăng) và nhận được thông tin về một hòn đảo núi lửa ở Nam Thái Bình Dương.
Arthur và Orm phát hiện đó là một lò luyện Orichalcum của Kane. Bị quân của Kane bắt gặp, hai người buộc phải chiến đấu để sống sót. Thế nhưng Kane bằng sức mạnh của cây Đinh Ba Đen suýt nữa giết chết Orm và khiến Arthur trọng thương. Sau đó, Orm kể rằng cây Đinh Ba là vũ khí của Vua Kordax - em trai của vua Atlan, vua của Vương quốc Thất lạc Necrus. Kordax, bằng Orichalcum, đã biến Necrus trở thành cường quốc trong số 7 vương quốc tại Atlantis. Tuy nhiên sau đó ông ta hóa điên và biến thần dân và chính mình thành quái vật. Atlan sau đó đã giam giữ Kordax và toàn bộ vương quốc Necrus, và cả Arthur và Orm nhận ra nhà giam có thể bị phá bằng máu của hậu duệ vua Atlan. Không may, Kane đã biết điều này và bắt cóc Hoàng tử Arthur và khiến Tom bị trọng thương. Nhờ sự giúp đỡ của Shin, Arthur và Orm tin rằng Kordax và Necrus bị giam tại Nam Cực.
Kane đã đến nhanh hơn và cả 3 đã có một cuộc tử chiến quyết liệt. Kane suýt giết chết Arthur nếu như không có sự can thiệp kịp thời của Mera. Sau đó, Kane ném cây đinh ba về phía Mera và hoàng tử, nhưng Orm một lần nữa can thiệp kịp thời. Linh hồn của Kordax hứa sẽ ban sức mạnh cho Orm và dùng máu của Orm giải thoát cho Kordax. Arthur thuyết phục Orm bằng tình máu mủ của mình, và hai anh em hợp sức tiêu diệt Kordax và phá hủy cây Đinh Ba Đen. Ma thuật của Kordax bị hóa giải và vương quốc Necrus sụp đổ. Trong lúc hỗn loạn, Kane từ chối sự giúp đỡ của Arthur và rơi xuống vực. Arthur và Mera quyết định để Orm lánh đi ở ẩn. Tin rằng các vương quốc dưới biển và đất liền cần phải chung tay hành động, Arthur tiết lộ sự tồn tại của Atlantis thông qua một thông báo tại Liên hợp quốc và tuyên bố ý định biến vương quốc này trở thành một quốc gia thành viên.

## Diễn viên
- Jason Momoa trong vai Arthur Curry / Aquaman: Vua của Atlantis với dòng máu lai giữa con người và người Atlantis, người có khả năng bơi với tốc độ siêu thanh cũng như có thể giao tiếp với các sinh vật dưới đại dương.
- Amber Heard trong vai Mera: Công chúa xứ Xebel, con gái của Vua Nereus, người có thể điều khiển nước bằng ngoại cảm cũng như giao tiếp với người Atlantis bằng thần giao cách cảm.[1]
- Martin Short vai Kingfish (Cá Mặt trăng)- Thủ lĩnh Cướp biển của Thành trì Đắm.
- Patrick Wilson trong vai Orm Marius / Ocean Master: Người em trai cùng mẹ khác cha của Arthur đồng thời cũng là cựu vương của Atlantis. Sau nỗ lực chiếm ngôi bất thành, Orm bị bắt giam tại nhà giam của Vương quốc Ngư Phủ.[2]
- Dolph Lundgren trong vai Vua Nereus: Vua của Xebel và là cha của Mera. Nereus trở thành đồng minh của Aquaman trong trận đánh ngăn chặn Manta.[3]
- Yahya Abdul-Mateen II trong vai David Kane / Black Manta: Một tên cướp biển kiêm lính đánh thuê sử dụng bộ đồ có tính công nghệ cao của Atlantis.[4] Kane muốn giết Aquaman để trả thù cho cái chết của cha mình.
- Temuera Morrison thủ vai Tom Curry: Cha của Arthur, người canh gác ngọn hải đăng.[5]
- Nicole Kidman vai Hoàng thái hậu Atlanna: Mẹ của Arthur và Orm và là cựu nữ hoàng của Atlantis.

Randall Park trở lại phần 2 với vai Tiến sĩ Stephen Shin, một nhà sinh vật biển với quyết tâm cao tìm ra Atlantis; Vincent Regan trong vai Atlan, vị vua đầu tiên của Atlantis; Jani Zhao trong vai Stingray- nữ trợ thủ của Manta; Indya Moore trong vai Karshon- Một thành viên trong hội đồng Atlantis; và Pilou Asbæk trong vai vua Kordax, em trai của Vua Atlan- Vị vua của Vương quốc thất lạc Necrus và cũng chính là người tạo ra cây Đinh Ba bị nguyền rủa. Diễn viên gạo cội John Rhys- Davies, trở lại với vai lồng tiếng cho Brine King ở phần 2 này.

## Sản xuất

### Phát triển
Trong quá trình thực hiện bộ phim Aquaman: Đế vương Atlantis (2018), nam diễn viên Jason Momoa đã phát triển cốt truyện cho phần hậu truyện của phim và gửi nó đến cho Toby Emmerich - chủ tịch của Warner Bros. Entertainment cũng như nhà sản xuất phim Peter Safran. Vào tháng 10 năm 2018, trước khi phần phim đầu tiên được phát hành, Momoa đã cho biết rằng anh sẽ tham gia nhiều hơn vào việc phát triển phần tiếp theo và dự kiến quá trình quay phim sẽ bắt đầu vào năm 2019. Đạo diễn James Wan cũng cho biết rằng có một số tuyến truyện có thể tách rời ra từ Aquaman: Đế vương Atlantis, với bộ phim đó thì việc giới thiệu bảy vương quốc dưới đại dương vẫn chưa được khám phá một cách trọn vẹn. Đến đầu tháng 12, Emmerich đã có đủ tự tin dựa trên báo cáo doanh thu phòng vé của phim để bắt đầu thảo luận về phần phim kế tiếp này, và vào cuối tháng 1, khi Aquaman: Đế vương Atlantis được xác nhận đã thiết lập kỷ lục cho bộ phim có doanh thu cao nhất dựa trên một nhân vật từ DC Comics, Warner Bros. đã đàm phán với Wan về việc anh trở thành người giám sát cho sự phát triển cũng như biên kịch cho phần tiếp theo với khả năng lớn sẽ trở lại với vị trí đạo diễn phim. Geoff Boucher từ tờ Deadline Hollywood đã nhấn mạnh rằng James Wan đã rất bảo vệ các phần phim tiếp theo từ các tác phẩm trước đó của anh như Quỷ quyệt (2010) hay Ám ảnh kinh hoàng (2013) và "đầu tư sâu" vào việc xây dựng một thế giới của Aquaman: Đế vương Atlantis, cái mà anh đã so sánh nó với vùng đất Trung Địa, Vũ trụ của Star Wars hay Thế giới Phù thủy.
Warner Bros. đã ký hợp đồng với Noah Gardner và Aidan Fitzgerald vào đầu tháng 2 năm 2019 cho vị trí biên kịch cho phần phim phụ của Aquaman với tựa đề The Trench, dựa trên một trong những vương quốc đã được giới thiệu trong phần phim đầu tiên. Phim sẽ do Wan và Safran làm sản xuất và được dự kiến có kinh phí nhỏ hơn cũng như sẽ không có sự góp mặt của dàn diễn viên chính từ Aquama: Đế vương Atlantisn. Tạp chí The Hollywood Reporter đã nói rằng sau đó đã không có một cuộc thảo luận chính thức về phần tiếp theo trực tiếp của Aquaman: Đế vương Atlantis giữa hãng phim, Wan và Momoa bởi vì họ muốn "xả hơi" trước nhưng vài ngày sau đó, có báo cáo rằng quá trình phát triển cho phần tiếp theo đang được phát triển tích cực với đồng biên kịch của phần phim đầu tiên và cộng tác viên thường xuyên của Wan, David Leslie Johnson-McGoldrick cũng đã ký hợp đồng để đảm nhiệm vị trí biên kịch. Wan và Safran cũng được xác nhận sẽ trở thành nhà sản xuất cho phần phim tiếp theo mặc dù vẫn chưa rõ liệu Wan có trở lại vị trí đạo diễn phim hay không. Vào cuối tháng 2, Warner Bros. đã ấn định ngày ra mắt của Aquaman 2 sẽ là ngày 16 tháng 12 năm 2022. Vào tháng 3, Safran đã lên tiếng giải thích rằng cả anh và Wan đều không muốn gấp rút thực hiện phần phim tiếp theo và Warner Bros. đã ủng hộ điều đó và đó cũng là lí do tại sao bộ phim được công chiếu sau phần đầu tiên đến tận 4 năm. Anh cũng chia sẻ thêm rằng họ đang tiếp cận thương hiệu phim Aquaman: Đế vương Atlantis theo cách mà họ đã làm với Vũ trụ The Conjuring, với các phần ngoại truyện như The Trench sẽ khám phá những câu chuyện về các vương quốc dưới đại dương cùng với các bộ phim "tàu mẹ" với nhân vật chính là Aquaman. Safran cũng lưu ý rằng Wan hiểu về "kiến trúc, vũ trang, quân đội, giao diện, cảm xúc cũng như tầng rung động" của từng vương quốc trong số bảy vương quốc và anh muốn khám phá tất cả chúng trong những dự án tương lai.
Vào tháng 7 năm 2019, Wan được chọn ngồi vào vị trí đạo diễn của bộ phim Hiện thân tà ác (2021) trước khi việc sản xuất của Aquaman 2 bắt đầu. Patrick Wilson cho biết rằng vào tháng 11, anh đã thảo luận về kế hoạch cho phần tiếp theo của Wan và anh cũng được chỉ định trở lại vai diễn Orm Marius / Ocean Master từ phần đầu tiên. Một tháng sau, nam diễn viên Yahya Abdul-Mateen II được xác nhận sẽ trở lại vai diễn David Kane / Black Manta và anh đang tìm cách để lột xác cho tính cách và hành trình của nhân vật này. Tháng 3 năm 2020, Johnson-McGoldrick đã cho biết rằng phần phim tiếp theo sẽ không được dựa trên một bộ truyện cụ thể nào mà nó sẽ lấy cảm hứng từ những câu chuyện của Aquaman trong Kỷ nguyên Bạc của Truyện tranh và Black Manta sẽ là nhân vật phản diện. Tại sự kiện DC FanDome vào tháng 8, Wan chính thức xác nhận ngồi vào vị trí đạo diễn cho phần phim tiếp theo này và anh cũng cho biết rằng nó sẽ nghiêm túc hơn phần phim đầu tiên và các chủ đề cũng sẽ liên quan đến thế giới thực. Anh nói thêm rằng nó cũng sẽ bao gồm nhiều hoạt động xây dựng cũng như khám phá các vương quốc dưới biển sâu và sẽ có một số yếu tố kinh dị tương tự như phân cảnh the Trench trong phần phim đầu tiên. Có thể mở rộng việc xây dựng thế giới của phần phim đầu tiên là một trong những lý do chính mà Wan được chọn để cầm trịch vị trí đạo diễn cho phần phim thứ hai cùng với kịch bản của Johnson-McGoldrick, thứ mà ông cảm thấy nó có một "câu chuyện thực sự thú vị để đưa tất cả những nhân vật này trở lại, sau đó là phát triển họ một cách lớn hơn và đưa họ lên cấp độ tiếp theo hoặc chương tiếp theo trong cuộc đời họ."
Vào tháng 11, nữ diễn viên Amber Heard đã lên tiếng bác bỏ tin đồn về việc cô không trở lại vai diễn Mera từ phần phim đầu tiên sau những cáo buộc bạo lực gia đình với người chồng cũ Johnny Depp. Cũng vào tháng đó, một bản kiến nghị yêu cầu Heard bị sa thải khỏi loạt phim Aquaman 2 đã nhận về hơn 1,5 triệu chữ ký và được gửi về cho Warner Bros. sau khi hãng quyết định sa thải Depp khỏi dự án Sinh vật huyền bí: Những bí mật của Dumbledore khi các cáo buộc nói anh bạo lực gia đình của The Sun được cho rằng "về cơ bản là đúng.". Safran cho biết sự trở lại của Heard là phù hợp với bộ phim và họ chưa bao giờ cân nhắc đến việc làm phần phim tiếp theo mà không có cô. Ông cũng nói thêm rằng họ sẽ không phản ứng trước "sự áp lực của những người hâm mộ thuần túy" từ bản kiến nghị cũng như các cuộc trò chuyện trên mạng xã hội.

### Tiền kỳ
Dolph Lundgren cho biết vào tháng 2 năm 2021, anh sẽ trở lại sắm vai Vua Nereus trong phần tiếp theo này và quá trình quay phim được dự kiến sẽ bắt đầu vào cuối năm nay tại Luân Đôn. Một tháng sau đó, ngày bắt đầu dự kiến tiến hành công đoạn quay phim được tiết lộ là vào tháng 6 mặc dù có khả năng nó sẽ bị ảnh hưởng bởi Đại dịch COVID-19. Vào tháng 4, Warner Bros. và DC thông báo về việc dự án The Trench sẽ bị hủy bỏ với lí do các hãng phim không còn chỗ cho phần phim phụ này của bộ phim và họ tin rằng Aquaman 2 sẽ đủ để mở rộng thương hiệu phim Aquaman trong thời điểm hiện tại. Cuối tháng đó, Pilou Asbæk bắt đầu đàm phán để tham gia vào dàn diễn viên của phim. Momoa đã lên tiếng xác nhận vào tháng 5 về việc anh sẽ bắt đầu tham gia buổi quay phim vào tháng 7 và một tháng sau đó, Wan công bố tựa đề chính thức của phần phim tiếp theo là Aquaman và Vương Quốc Thất Lạc với sự xác nhận trở lại vai diễn Thomas Curry, cha của Auqman từ nam diễn viên Temuera Morrison.

### Quay phim
Công đoạn quay phim chính của bộ phim bắt đầu vào ngày 28 tháng 6 năm 2021 tại Luân Đôn với tiêu đề làm việc là Necrus. Don Burgess tiếp tục trở lại với vị trí quay phim từ phần phim đầu tiên. Vào tháng 8, Wan cho biết rằng phần phim thứ hai này sẽ bị ảnh hưởng mạnh mẽ từ bộ phim Planet of the Vampires (1965). Quá trình quay phim tiếp tục được diễn ra tại bãi biễn Saunton Sands tại Devon vào đầu tháng 9. Cuối tháng đó, việc tuyển diễn viên của Asbæk đã được xác nhận; Randall Park được tiết lộ là sẽ trở lại từ bộ phim đầu tiên với tư cách là Tiến sỹ Stephen Shin; Vincent Regan đã được chọn vào vai vị vua cổ đại Atlan, thay thế Graham McTavish, người đã miêu tả ngắn gọn nhân vật trong bộ phim đầu tiên; Jani Zhao được thiết lập để đóng vai Stingray, một nhân vật gốc của bộ phim, trong vai diễn nói tiếng Anh đầu tiên của cô; và Indya Moore được tiết lộ sẽ đóng vai Karshon trong phần tiếp theo. Sau khi quay 95% bộ phim ở Vương quốc Anh, quá trình sản xuất chuyển sang Hawaii cho đến ngày 9 tháng 12. Ngay sau đó, Nicole Kidman được xác nhận là sẽ đóng lại vai Atlanna. Bộ phim sau đó chuyển đến Los Angeles để quay, và chính thức đóng máy vào ngày 12 tháng 1 năm 2022 tại Malibu.

### Hậu kỳ
Vào tháng 3 năm 2022, Warner Bros. đã điều chỉnh lịch phát hành do tác động của COVID-19 đối với khối lượng công việc của các nhà cung cấp hiệu ứng hình ảnh. Aquaman và Vương Quốc Thất Lạc được chuyển đến ngày 17 tháng 3 năm 2023, và The Flash cũng được chuyển từ năm 2022 sang năm 2023, để có thời gian hoàn thành hiệu ứng hình ảnh, trong khi Shazam! Fury of the Gods đã được dời ngày phát hành trước của bộ phim này vì nó sẽ sẵn sàng để phát hành sớm hơn.

## Âm nhạc
Rupert Gregson-Williams được tiết lộ sẽ tiếp tục đảm nhiệm vị trí soạn nhạc cho phần phim tiếp theo sau phần đầu tiên.

## Quảng bá
Wan và Wilson đã hé lộ kế hoạch cho bộ phim tại sự kiện trực tuyến DC FanDome vào tháng 8 năm 2020. Một năm sau, tại DC FanDome 2021, concept art và cảnh hậu trường quay phim đã được tiết lộ. Vào tháng 2 năm 2022, cảnh quay đầu tiên của bộ phim được phát hành như một phần của đoạn giới thiệu cho Warner Bros.' Các bộ phim của DC năm 2022, bao gồm The Batman, Black Adam và The Flash (trước Aquaman và Vương Quốc Thất Lạc và The Flash đã bị trì hoãn đến năm 2023 vào tháng sau). Wan quảng bá bộ phim tại Warner Bros.' CinemaCon vào tháng 4 năm 2022, hiển thị một thông điệp được ghi lại của Momoa cũng như một số cảnh ngắn trong phim.

## Phát hành
Aquaman và Vương quốc thất lạc được ra mắt chính thức tại Mỹ và Việt Nam vào ngày 22 tháng 12 năm 2023. Ban đầu phim được ấn định phát hành vào ngày 16 tháng 12 năm 2022 và ngày 17 tháng 3 năm 2023, nhưng đã được chuyển từ đó sang tháng 12 năm 2023 khi Warner Bros. đã điều chỉnh lịch phát hành do tác động của COVID-19 đối với khối lượng công việc của các nhà cung cấp hiệu ứng hình ảnh. Phim dự kiến sẽ có sẵn trên HBO Max sau 45 ngày kể từ ngày phát hành.

## Tương lai
Vào tháng 12 năm 2022, The Hollywood Reporter đã báo cáo rằng hãng Warner Bros. đã xem như là phần kết của sê-ri phim Aquaman và sau đó họ sẽ chọn lại diễn viên Momoa cho một vai khác trong DCEU.